# 오스트레일리아 그룹
오스트레일리아 그룹(Australia Group)은 1984년 이라크의 생물학 무기 사용 이후 1985년에 세워진 비공식 국제기구이다. 오스트레일리아 그룹은 생물학 무기와 화학무기의 감시, 그리고 생물학 무기와 화학무기를 개발할 수 있는 기술을 통제하여 생물학 무기와 화학무기의 확산의 방지를 돕고 있다. 이 그룹은 창설 당시 15개국이었으며, 현재는 43개국이 가입해 있다.
모든 유럽 연합 회원국 뿐만 아니라 유럽 위원회, 그리고 멕시코를 제외한 모든 경제 협력 개발 기구 회원국들이 동참하고 있다.
이 그룹은 생물학 무기와 화학무기를 확산시킬 수 있는 수출 제한을 둔 기술의 공통된 명부를 유지하며, 이 그룹의 대표단은 매년 프랑스 파리에서 회원국을 대표하는 모임을 갖는다.

## 회원국

오스트레일리아 그룹

| - 유럽 위원회 (1985) - 아르헨티나 (1993) - 오스트레일리아 (1985) - 오스트리아 (1989) - 벨기에 (1985) - 불가리아 (2001) - 캐나다 (1985) - 키프로스 (2000) - 체코 (1994) - 덴마크 (1985) - 크로아티아 (2007) | - 에스토니아 (2004) - 핀란드 (1991) - 프랑스 (1985) - 독일 (1985) - 그리스 (1985) - 헝가리 (1993) - 아이슬란드 (1993) - 아일랜드 (1985) - 이탈리아 (1985) - 일본 (1985) - 멕시코 (2013) | - 대한민국 (1996) - 라트비아 (2004) - 리투아니아 (2004) - 룩셈부르크 (1985) - 몰타 (2004) - 네덜란드 (1985) - 뉴질랜드 (1985) - 노르웨이 (1986) - 폴란드 (1994) - 포르투갈 (1985) - 인도 (2018) | - 루마니아 (1995) - 슬로바키아 (1994) - 슬로베니아 (2004) - 스페인 (1985) - 스웨덴 (1991) - 스위스 (1987) - 튀르키예 (2000) - 미국 (1985) - 영국 (1985) - 우크라이나 (2005) |